# Lewis H. Morgan
Lewis Henry Morgan, född 21 november 1818 i Cayuga County, New York, död 17 december 1881 i Rochester, New York, var en amerikansk jurist, dock mest känd som etnolog, antropolog och skribent, framför allt specialiserad på Amerikas indianer och mänsklighetens utveckling. 

## Biografi
Morgan var en av de första att seriöst intressera sig för den amerikanska ursprungsbefolkningen, och blev också upptagen som medlem av irokeserna. Hans etnografiska verk inkluderar detaljerade studier över släktskapssystem, och en enkel och strikt evolutionistisk utvecklingsmodell där mänskligheten delas in i tre större utvecklingssteg, "vildhet" (Savagery), "barbarism" (Barbarism) och "civilisation" (Civilization), knutna till konkreta tekniska landvinningar.